# Wifak Riadhi M'Sila
Maillots
Dernière mise à jour : 6 mars 2024.
Le Wifak Riadhi M'Sila (en arabe : الوفاق الرياضي المسيلي), plus couramment abrégé en WR M'Sila ou encore en WRM, est un club algérien de football fondé en 1937 et basé dans la wilaya de M'Sila.

## Parcours

### Classement en championnat par année
- 1962-63 : D2, Critérium Régional Est, Gr.II, 3e
- 1963-64 : D?, ?e
- 1964-65 : D?, ?e
- 1965-66 : D?, ?e
- 1966-67 : D?, ?e
- 1967-68 : D?, ?e
- 1968-69 : D?, ?e
- 1969-70 : D?, ?e
- 1970-71 : D?, ?e
- 1971-72 : D?, ?e
- 1972-73 : D?, ?e
- 1973-74 : D?, ?e
- 1974-75 : D?, ?e
- 1975-76 : D?, ?e
- 1976-77 : D?, ?e
- 1977-78 : D?, ?e
- 1978-79 : D?, ?e
- 1979-80 : D?, ?e
- 1980-81 : D?, ?e
- 1981-82 : D?, ?e
- 1982-83 : D?, ?e
- 1983-84 : D?, ?e
- 1984-85 : D?, ?e
- 1985-86 : D?, ?e
- 1986-87 : D?, ?e
- 1987-88 : D?, ?e
- 1988-89 : D?, ?e
- 1989-90 : Régional, Gr. Batna, 11e
- 1990-91 : Régional, Gr. Batna, 5e
- 1991-92 : Régional, Gr. Batna, ?e
- 1992-93 : D?, ?e
- 1993-94 : D?, ?e
- 1994-95 : D?, ?e
- 1995-96 : D?, ?e
- 1996-97 : D?, ?e
- 1997-98 : D?, ?e
- 1998-99 : Régional, Gr. Batna, 3e
- 1999-00 : D4, Gr. Centre, 1er
- 2000-01 : Régional 1, Gr. Est, 11e
- 2001-02 : Régional 1, Gr. Est, ?e
- 2002-03 : Régional 1, Gr. Batna, 1er
- 2003-04 : D2, Gr. Est, 16e
- 2004-05 : Inter-régions, Gr. Centre, 14e
- 2005-06 : D4, Gr. Centre, 1er
- 2006-07 : Inter-régions, Gr. Est, 7e
- 2007-08 : Inter-régions, Gr. Est, 2e
- 2008-09 : Inter-régions, Gr. Centre, 13e
- 2009-10 : Inter-régions, Gr. Centre, 3e
- 2010-11 : DNA, Gr. Centre-Est, 4e
- 2011-12 : DNA, Gr. Centre, 2e
- 2012-13 : DNA, Gr. Centre, 3e
- 2013-14 : DNA, Gr. Centre, 8e
- 2014-15 : DNA, Gr. Centre, 15e
- 2015-16 : DNA, Gr. Centre, 9e
- 2016-17 : DNA, Gr. Centre, 4e
- 2017-18 : DNA, Gr. Centre, 14e
- 2018-19 : DNA, Gr. Centre, 15e
- 2019-20 : DNA, Gr. Centre, 6e
- 2020-21 : Ligue 2 Amateur, Gr. Centre, 11e
- 2021-22 : D3, Inter-régions Centre-Est, 10e

## Anciens entraîneurs
- Kheireddine Madoui